# فرودگاه شهری وچالا
فرودگاه شهری وچالا  (به انگلیسی: Wauchula Municipal Airport)  یک فرودگاه همگانی باربری  است که یک باند فرود آسفالت دارد و طول باند آن ۱۲۲۱ متر است. این فرودگاه در  کشور ایالات متحده آمریکا قرار دارد و در ارتفاع ۳۲ متری از سطح دریا واقع شده است.